# Goofy Adventures
Goofy Adventures était une revue mensuelle américaine publiée par Disney Comics avec pour personnage principal Dingo.
La série a été publiée entre avril 1990 et août 1991. Elle mettait en scène Dingo dans des parodies d'histoires célèbres, comme le Mayflower, la Conquête de l'Ouest ou Les Trois Mousquetaires. 